# Marina DeBris
Marina DeBris est une éco-designeuse et militante écologiste d'Australie, qui a déménagé à Los Angeles et a commencé à créer de l'art à partir de la pollution des océans en 2009. Sa mission est de sensibiliser au problème de la pollution mondiale à travers la mode et les installations artistiques. Elle a commencé juste à ramasser les ordures sur les plages, mais a décidé que ce n'était pas suffisant,.

## Biographie
Marina DeBris nait à Détroit, dans le Michigan, aux États-Unis. Elle étudie le travail du métal à l’Université de l’Indiana.
DeBris utilise des déchets rejetés sur la plage pour créer des trashion, de l'art décoratif et d'autres œuvres d'art. Elle a également utilisé des déchets de plage pour fournir une perspective sur ce à quoi la terre pourrait ressembler depuis l'espace. En plus de créer de l'art à partir de débris, Marina DeBris est également un collecteur de fonds pour les organisations environnementales et collabore avec des organisations à but non lucratif et des écoles pour éduquer les enfants sur la pollution des océans. DeBris est également un activiste social participant à un panel sur la façon dont les artistes peuvent contribuer à la politique publique environnementale, en promouvant l'énergie propre et en organisant des expositions d'éco-art.
Le travail de DeBris ne concerne pas seulement la pollution, mais elle travaille également avec des organisations à but non lucratif pour collecter des fonds pour l'éducation artistique. DeBris est répertoriée dans le répertoire des artistes de l'environnement des femmes, a été cité par EcoSalon comme l'un des quatre artistes dont le travail sensibilise aux préoccupations environnementales et a été répertoriée comme l'un des dix artistes éco clés. DeBris est également répertorié ecomme l'une des 30 femmes artistes contemporaines les plus influentes et comme l'un des 10 artistes respectueux de l'environnement qui vous épateront.
Avec sa mode recyclée, elle veut attirer l'attention sur la pollution marine. Pour Marina DeBris, il fallait toujours que ce soit des villes au bord de la mer. Elle a déménagé de plage de Bondi en Australie à Los Angeles, de la côte californienne à Venise et plus tard à Sydney.
Mais quel que soit le lieu de résidence de l'artiste, le même spectacle était toujours le même sur la plage: les déchets rejetés gâchaient la nature. Jusqu'à 13 millions de tonnes de déchets plastiques se retrouvent dans l'océan chaque année. « Depuis que j'ai commencé à ramasser des déchets, j'ai trouvé très difficile de simplement profiter de l'océan », a déclaré Marina DeBris à un intervieweur de la télévision chinoise en 2015. De plus, elle n'avait pas le sentiment que sa collection faisait quoi que ce soit. Elle cherchait donc un moyen de réutiliser le butin de ses promenades sur la plage et en même temps d'attirer l'attention sur le problème : Trashion.

## Genre et lieux
Les œuvres de DeBris sont souvent affichées dans les galeries, Sculpture by the sea (une exhibition en Australie), dans les magazines, inclus dans les événements scientifiques, dans le projet Washed Ashore de la Smithsonian Institution, ou peuvent être utilisés par des organisations telles que les Nations Unies comme prix.

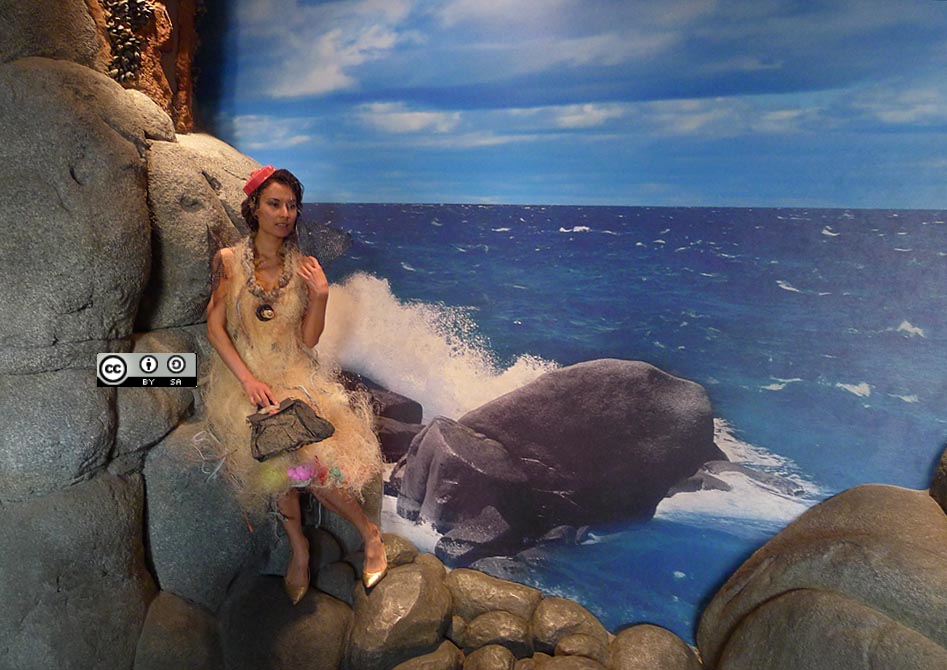
A Captive Audience par Marina DeBris, modelé par Daniya Mussina et fabriqué à partir de filets de pêche trouvés par le capitaine Charles Moore dans le gyre du Pacifique, et de jouets de plage échoués sur la plage.

Ses œuvres sont également affichées dans des lieux qui ne sont généralement pas considérés comme des galeries, mais sont néanmoins des lieux d'art, tels que des lieux de vente au détail, Burning Man, une balle de trasher, une promenade d'art du centre-ville, un nettoyage de printemps du ruisseau Jour de la Terre et une exposition sur la justice environnementale et animale)
DeBris est également partenaire ou travaille avec diverses organisations anti-pollution, telles que l’organisation Friends of Ballona Wetlands (en), l’organisation à but non-lucratif 5 Gyres (en), Heal the Bay (en) et d'autres organisations, comme Aquarium of the Pacific. Marina DeBris a également conçu des accessoires pour le capitaine Charles J. Moore, qui a travaillé pour attirer l'attention sur le Great Pacific Garbage Patch. Le travail de DeBris avec l'Assemblée spéciale des Nations unies était une collaboration avec l'actrice et poète Sheryl Lee, la danseuse Maya Gabay et la musicienne Marla Leigh.
DeBris s'est également associé à l'immeuble de bureaux MLC Center, pour mettre en évidence les problèmes des tasses à café jetables. Le centre MLC a accueilli son travail Disposables Truths créé à partir de tasses à café jetables utilisées.

## Récompenses
Inconvenience Store de Marina DeBris est un récipiendaire conjoint du Allens People’s Choice Award à la Sculpture By the Sea en 2017. Inconvenience Store a également reçu la subvention de sculpture environnementale de l'eau de Sydney pour son travail sur la pollution et la consommation de l'eau et a remporté le prix du maire du conseil de Waverley.
Inconvenient Store est pensé exactement comme un magasin de dépannage ordinaire. La seule différence est que le magasin est rempli d'articles trouvés échoués sur la plage.